# Tradicionalismo filosófico
Tradicionalismo, en la historia de la filosofía, es la tendencia socio-filosófica a valorar la sabiduría práctica expresada en la tradición en cuanto conjunto de normas y costumbres heredadas del pasado,  que los tradicionalistas consideran el resultado de siglos de experiencia probada, o razón práctica. 
El tradicionalismo se basa en que la verdad proviene de una fuente divina (revelación). El error no es una consecuencia de un mal aprendizaje subsanable por su corrección, sino un castigo; por lo tanto, la verdad no es asunto de la razón, sino de la autoridad, transmitida por la tradición y el legado histórico.

La tradición, según yo entiendo, consistiría en repetir o imitar lo que hacían nuestros antepasados. La cuestión principal de la tradición así entendida se traduce en cómo construir una casa, cuándo sembrar y cuándo cosechar, cómo vestirse para ir a la iglesia los domingos, etc. Las tradiciones están sujetas a cambios, a causa del resultado acumulado de múltiples imitaciones imperfectas, a menos que fuerzas externas impidan la desviación de la actividad en cuestión, que varía por momentos antes que continuamente. En cambio el tradicionalismo —imitación deliberada de algún modelo original— no está sujeto a cambios; si el tradicionalista cometió un error al copiar un modelo, ese error no pasará a la generación siguiente, que se remitirá al original antes que a la copia. La tradición tiene corta memoria, el tradicionalismo la tiene larga. Generalmente el tradicionalismo está sustentado por normas sociales. La tradición suele estar apoyada por una norma (como en el caso de decir cómo ha de vestirse uno para acudir a la iglesia) pero no necesariamente. Una persona que se desvía de la tradición, en cuestiones técnicas por ejemplo, es considerada por sus vecinos estúpida o excéntrica, pero no transgresora de una norma.
J. Elster, 1991, El cemento de la sociedad, p. 127.

## Corrientes tradicionalistas

### Tradicionalismo clásico (Contrailustración)
La contrailustración es un movimiento filosófico y religioso que sostiene la necesidad de una revelación Divina no solo para conocimientos de tipo sobrenatural —que la teología cristiana llama precisamente «revelados»— sino también para el conocimiento de cualquier entidad no cognoscible por los sentidos como son la metafísica, la moral, la existencia de Dios, la noción de ente, la inmortalidad del alma, etc. Dado que se habla de una revelación primitiva, para que sea posible su conocimiento a las generaciones posteriores es necesario que esta se transmita por tradición, de ahí el nombre del movimiento, y que sea aceptada por fe en cada persona.
El tradicionalismo clásico, primitivo y pre-reflexivo se distingue por la ausencia práctica de un grupo de personas opuestas a los cambios y está asociado con ideas mitológicas sobre la tradición. El surgimiento del tradicionalismo ideológico o reflexivo se asocia con la Edad Media, se remontaría a la cultura humanista y su interés por el hermetismo y el mito de la existencia de una forma antigua de teología común a todas las doctrinas religiosas por personas con un espíritu ilustrado, que luego fue retomado en la época romántica con los estudios dedicados al simbolismo y la mitología que dieron lugar a las prácticas ocultistas, o también se remonataría con el final del siglo XVIII, cuando los filósofos de la Ilustración sembraron dudas sobre las verdades tradicionales. 
Se asocian con nombres como Joseph de Maistre , Louis Gabriel Bonald Ambroise , François René de Chateaubriand o Fabre d'Olivet. No se trata de una doctrina o un conjunto de estas, sino más bien de un movimiento cultural marcado por su oposición a la Ilustración y la razón, en reacción a la cultura positivista predominante de la era industrial moderna, se caracterizan ahora por la crítica del materialismo, la exaltación del espiritualismo y el redescubrimiento de las religiones orientales. No proviene del clero, sino más bien de los intelectuales laicos conservadores opuestos a los cambios en la sociedad producto de la Ilustración, la Revolución Científica, la Revolución Industrial, las Revoluciones liberales y la Modernidad. Será como el equivalente cultural del romanticismo a nivel literario. 
La racionalidad humana, según estos autores, es incapaz de alcanzar la verdad. Para vivir se ha de confiar en la revelación divina y el dogma como únicos criterios válidos para alcanzar la verdad. La tradición la presentan como fundada en la revelación.
Sus principales representantes a nivel filosófico son: Lamennais, De Bonald, Bonnetty y Bautain. La presentación más sistemática del movimiento fue objetivo de filósofos de Lovaína como Arnold Tits que llevaron el tradicionalismo más allá sosteniendo las ideas innatas.
Según Juan Manuel de Prada:

Quienes nos precedieron nos entregaron un tesoro que tenemos la obligación de custodiar; pero no pasivamente, como si fuese una pieza arqueológica, sino con el esmero creativo con que cuidamos un árbol restellante de savia, para que nos brinde una sombra cada vez más frondosa. Los romanos completaban la compraventa de una casa mediante un acto llamado traditio, por el cual el vendedor entregaba al comprador la llave que le franqueaba la entrada a su nueva propiedad. Y a esa entrega de una llave de unas generaciones a otras (una llave que, encajada en la cerradura del mundo, nos franquea el paso al conocimiento) es a lo que llamamos tradición. Todos los demagogos que en el mundo han sido, para imponer sus designios, han tratado de destruir o extraviar esta llave de la tradición, pues saben que las personas desvinculadas se convierten en carne de ingeniería social; de ahí que siempre hayan combatido los lazos vivos —corazones y brazos— que nos mantienen unidos. La tradición alberga al hombre en el tiempo, como su casa lo alberga en el espacio, y le otorga su bien más preciado: el sentido temporal de las cosas, que le permite no perder la vida en la incoherencia y el hastío, la incertidumbre y la dispersión. Y ello ocurre porque la tradición nos conecta con un depósito de sabiduría acumulada que ofrece soluciones a los problemas en apariencia irresolubles que el mundo nos propone; problemas que otros confrontaron y dilucidaron antes que nosotros. Y cuando los vínculos con ese depósito de sabiduría acumulada son destruidos, cualquier intento de comprender el mundo se hace añicos. Escribía Saint-Exupéry que sólo una filosofía del arraigo, al vincular al hombre a su familia, a su oficio y a su patria, lo protegía contra la intemperie. Perdido este sentido del arraigo, nos convertimos en zascandiles arrojados al basurero de la Historia, que es exactamente lo que los demagogos desean. La tradición, al crear vínculos entre los hombres, forma pueblos fuertes, inexpugnables al saqueo material y moral; y de estos pueblos hondamente vinculados nacen las personalidades más fuertes y diversas. Los pueblos sin tradición, en cambio, están abocados a la soledad más hosca, que es la que a la vez que predica el individualismo se precipita en la masificación; y de estos pueblos, inermes ante los expolios morales y materiales, sólo brotan personalidades flojas y mostrencas, debilitadas por la obsesión adanista, que acaban ejecutando invariablemente las mismas inanidades gregarias.(...)La tradición es la transmisión del fuego, no la adoración de las cenizas. Los pueblos auténticamente tradicionales no son los que se aferran a formas de vida periclitadas o se obstinan absurdamente en revivir el pasado (aunque, desde luego, tampoco los que pretenden instaurar utopías quiméricas). Los pueblos auténticamente tradicionales son los que empeñan sus esfuerzos comunes en revitalizar el presente, con los pies afirmados en el pasado que nos constituye y la mirada clavada en el futuro, dispuesta siempre a avizorar nuevos finisterres. Frente a la parálisis de quienes se afanan por preservar incólume la cáscara, mientras el meollo se pudre por completo, la tradición auténtica nos enseña a mantener vivo un meollo de convicciones que puedan regenerar constantemente la cáscara. En el poema inaugural de sus Cantos de vida y esperanza, Rubén Darío se proclamaba «muy antiguo y muy moderno» a la vez; y este es el sentido más profundo de la tradición, que a la vez que contempla con reverencia los logros de nuestros antepasados se asoma sin miedo a los retos que nos ofrece el porvenir, dispuesta a exponerse audazmente en la vanguardia. Santo Tomás consideraba que el amor a la tierra de nuestros padres era una expresión de la piedad que se profesa a las cosas que consideramos especialmente valiosas, aunque sean pequeñas y frágiles; pues, amándolas en su pequeñez y fragilidad y corrigiéndolas en lo que fuere necesario, las mejoramos cada día. Este amor a la tierra de nuestros padres se nutre de vínculos afectivos ciertos con nuestros ancestros, con los paisajes que nos vieron crecer, con las tradiciones que heredamos y reverdecemos, con los principios que compartimos.

### Tradicionalismo Integral (perennialismo)
El tradicionalismo integral es una doctrina filosófica y religiosa no alternativa-sagrada que critica el mundo moderno y revela en todas las culturas y religiones la lógica de una Tradición integral única que existió pero que se perdió. Formulado por el pensador francés René Guénon en el siglo XX, la Tradición es identificada por Guénon como escondida en una congerie de símbolos representados en los mitos (la edad de oro , los hiperbóreos , Thule , Atlantis), que no son, como quisiera una interpretación superficial, fruto de la imaginación humana, pero, al encontrarse constantemente en una diversidad de culturas, son prueba de la existencia de la "Tradición", explicada por el mismo con la oración siguiente: «El pueblo conserva así, sin comprenderlos, los fragmentos de antiguas tradiciones, a veces incluso que se remontan a un pasado tan lejano que sería imposible determinar [...]. De este modo, cumple la función de una especie de memoria colectiva más o menos subconsciente, cuyo contenido, evidentemente, ha venido de otra parte». Para Guénon, el mundo físico era una manifestación de principios metafísicos, que se conservan en las enseñanzas perennes de las religiones del mundo, pero que se perdieron en el mundo moderno. Para Guénon, "el malestar del mundo moderno radica en su implacable negación del reino metafísico".
Entre los representantes destacados del tradicionalismo integral se encuentran el filósofo italiano Julius Evola, el lingüista holandés-alemán, arqueólogo, etnógrafo y fundador de Anenerbe, Herman Wirth (con reservas), el etnógrafo rumano y erudito religioso Mircea Eliade (con reservas), el escritor y mitólogo Sánchez Dragó, el escritor, político y ensayista Vicente Risco, el filósofo Jean Hani, el filósofo brasileño Olavo de Carvalho, pensadores suizos como Titus Burkhardt, Fridtjof Schuon, entre otros.
La Escuela Tradicionalista o Perennialista cree por tanto en la existencia de una sabiduría perenne o una filosofía perenne, verdades primordiales y universales que forman la fuente y son compartidas por todas las principales religiones del mundo. A partir de esta intuición primaria Guénon elaboró, tras la publicación de algunos textos sobre el Vedānta, escritos polémicos sobre teosofía y espiritismo  y, en particular, a partir de las reflexiones descritas en la obra La Crise du monde moderne (1927), la idea principal que comparte el tradicionalismo sobre la crisis de Occidente, la cual aparece irreversible después de la marginalización de la civilización medieval cuando se pierde el conocimiento de la "verdadera" metafísica, es decir, de esos valores, es decir, abrumado por el "triunfo de la cantidad". “Daño a la calidad que ha generado la uniformidad que distingue al mundo moderno.

“Es una uniformidad hecha posible al despojar a todos los seres de sus propias cualidades para reducirlos a simples unidades numéricas. Esto ha significado, especialmente en el ámbito humano, una reducción de todos los seres a máquinas simples, ya que la máquina, producto típico del mundo moderno, es precisamente lo que representa, en el grado más alto alcanzado hasta ahora, el predominio de la cantidad sobre la calidad"
René Guénon

Los principales autores de esta escuela de pensamiento son René Guénon , Ananda Coomaraswamy y Frithjof Schuon . Otros miembros importantes incluyen a Titus Burckhardt, Martin Lings, Seyyed Hossein Nasr, William Stoddart, Jean-Louis Michon, Marco Pallis , Huston Smith y Julius Evola.
Según los miembros de la Escuela Tradicionalista, también conocida como Escuela Perennialista, existen verdades metafísicas universales y primordiales que están en la base de todas las religiones más importantes del mundo (con énfasis en las de tradición abrahámica y dharmicas). La perspectiva de estos autores a menudo se conoce como philosophia perennis (filosofía perenne), que es a la vez "Verdad absoluta y Presencia infinita".  La Verdad Absoluta es "la sabiduría perenne (sophia perennis) que se erige como la fuente trascendente de todas las religiones intrínsecamente ortodoxas de la humanidad". La Presencia Infinita es "la religión perenne (religio perennis) que vive dentro del corazón de todas las religiones intrínsecamente ortodoxas". La visión tradicionalista de una sabiduría perenne no se basa tanto en experiencias místicas, sino en intuiciones metafísicas. Se "intuye directamente a través del intelecto divino".  Este intelecto divino es diferente de la razón y permite discernir "la unidad sagrada de la realidad que está atestiguada en todas las expresiones esotéricas auténticas de la tradición";  es "la presencia de la divinidad dentro de cada humano esperando ser descubierta". Para los tradicionalistas, la filosofía perenne tiene una dimensión trascendente - Verdad o Sabiduría - y una dimensión inmanente - Presencia o Unión infinita. Así, por un lado, "discernimiento entre lo Real y lo irreal, o entre lo Absoluto y lo relativo", y por otro, "concentración mística en lo Real". Según Frithjof Schuon:

La clave de la eterna sophia es la intelección pura o, en otras palabras, el discernimiento metafísico. "Discernir" es "separar": separar lo Real y lo ilusorio, lo Absoluto y lo contingente, lo Necesario y lo posible, Atma y Maya (ilusión) . Acompañando al discernimiento, a modo de complemento y operativamente, está la concentración, que une: esto significa tomar plena conciencia - desde el punto de partida del Maya terrenal y humano - del Atma , que es a la vez absoluto e infinito.
Frithjof Schuon

Pero todo ello habría sido despreciado por el Mundo moderno, donde humanidad ahora ha completado su ciclo (Yuga) y ahora ha llegado a la fase final donde el poder temporal domina sobre el espiritual (en contradicción con la doctrina medieval de las dos espadas), provocando el declive extremo de Occidente que ahora ha perdido la "Tradición Primordial" de origen no humano, revelada y depositaria de sabiduría espiritual. Según los tradicionalistas, esta verdad se ha perdido en el mundo moderno a través del surgimiento de nuevas filosofías seculares derivadas de la Ilustración, y la modernidad misma se considera una "anomalía en la historia de la humanidad". Lo  tradicionalistas ven su enfoque como un anhelo justificable por el pasado; en palabras de Schuon: "Si reconocer lo que es verdadero y justo es" nostalgia del pasado ", es claramente un crimen o una vergüenza no sentir esta nostalgia".

## Influencia
Algunos filósofos y sociólogos occidentales comparan al fundador de las enseñanzas de Rene Guenon con Karl Marx en términos del grado de radicalismo, notando, sin embargo, una crítica mucho más profunda del mundo moderno en todas sus manifestaciones. René Guénon irónicamente proporcionó influencia fundamental en una serie de movimientos políticos, sociales y culturales modernos (con estética reaccionaria), incluido el nacionalsocialismo alemán , especialmente los movimientos esotéricos de las SS (a través de Julius Evola y Hermann Wirth), el fascismo italiano (a través de Julius Evola), el Movimiento europeo de la Nueva Derecha (a través de Alain de Benois), ciencias políticas, sociología y filosofía italianas (a través de Claudio Mutti), etc.
Varias figuras influyentes de los movimientos populistas de extrema derecha del siglo XXI se han afiliado al tradicionalismo, a menudo con Evola en particular. Según el libro War for Eternity de Benjamin R. Teitelbaum , el exasesor de Donald Trump, Steve Bannon, el ideólogo ruso Aleksandr Dugin y el escritor brasileño Olavo de Carvalho, todos se han asociado de algún modo con el tradicionalismo y han interactuado entre sí basándose en esos intereses.
El tradicionalismo tuvo un impacto discreto en el campo de la religión comparada, particularmente en el joven Mircea Eliade, aunque él mismo no era miembro de esta escuela. Eruditos contemporáneos como Huston Smith, William Chittick, Harry Oldmeadow , James Cutsinger y Hossein Nasr han defendido el perennialismo como una alternativa al enfoque secularista de los fenómenos religiosos.

### Condena de la Iglesia
A las críticas elevadas por teólogos y obispos al inicio, siguieron las del Papa: las encíclicas Mirari vos (1832) y Singulari Nos (1834) son una condena directa de las teorías tradicionalistas a la Lamennais. La encíclica Qui pluribus y la alocución Singulari quadam son una condena más genérica que además aclara la posición católica al respecto. Así también se trató en el Concilio Vaticano I afirmando ante todo la capacidad de la razón humana para llegar a Dios sin necesidad de una revelación, sobre la base de la tradición tomista y agustinismo de la revelación general sobre la validez de pruebas de la existencia de Dios demostrada sin recurrir a la revelación especial, como las presentadas en las Cinco Vías, sosteniendo que los filósofos de todas las naciones habían obtenido un conocimiento de la existencia de un Dios supremo, único y universal, “natural para la condición humana”. Pero que sin el auxilio de la revelación cristiana, la gente no puede lograr una sabiduría de verdades más grandes como “La Trinidad”, y así se le dificulta salvar su alma. Por tanto los paganos no tenían excusa para no aceptar los dogmas católicos y convertirse.
A Bautain se le exigió firmar una declaración de fe con los contenidos católicos tanto en 1834 como en 1844. Lo propio se hizo también con Bonnetty en 1855.